# Deshin Shekpa
Karmapa
Rolpe Dorje Thongwa Dönden
Deshin Shekpa aussi appelé Deshin Shegpa (tibétain : དེ་བཞིན་གཤེགས་པ, Wylie : de bzhin gshegs pa, au Kongpo 14 juillet 1384-13 septembre 1415 à Lhassa), a été le 5e Karmapa.

## Biographie

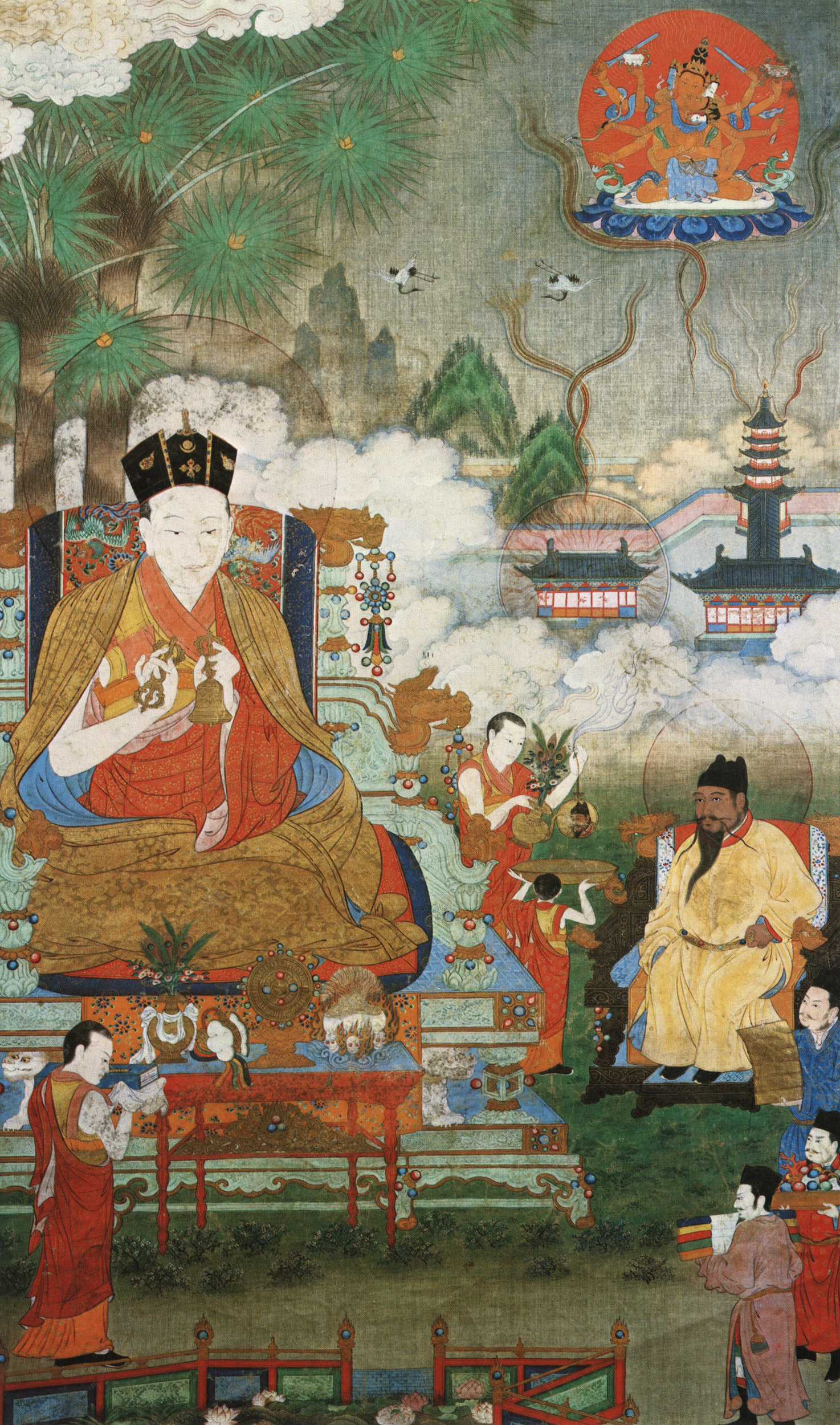
Représentation de Deshin Shekpa et de Ming Yongle par Karshu Gonpo Dorje.

Deshin Shekpa est né le 18e jour du 6e mois de l'année du rat de bois mâle (14 juillet 1384) à Nyang Dam dans le sud du Tibet. On dit qu'avant sa naissance on l’entendit réciter des mantras et l'alphabet sanskrit dans le ventre de sa mère. Ses parents étaient des yogis. Deshin Shekpa fut amené à Tsawa Phu et présenté au 2e Shamar Rinpoché Kachö Wangpo qui le reconnut comme la réincarnation du précédent karmapa. Il reçut les transmissions complètes de sa lignée et compléta bientôt sa formation traditionnelle. En 1405, il fut invité par l'empereur de la dynastie Ming Yongle (Yung Lo, Ch'eng-Tsu) à se rendre en Chine. Le voyage pris environ 3 ans et le 5e Karmapa fut chaleureusement accueilli au palais impérial par  10 000 moines, en avril 1407 à Nankin (province du Jiangsu). Il est fait mention de nombreux miracles qui se serait produit que l'empereur fit noter pour la postérité, en peintures sur soie avec un commentaire en 5 langues. Photographié par Hugh Richardson en 1949 à Tsourphou, le rouleau a été transféré au Norbulingka, tandis que Tsourphou fut victime de la révolution culturelle, il fut publié dans le journal d'archéologie Wenwu en 1985 et envoyé au musée du Palais à Pékin pour une exposition d'art sino-tibétain en 1992. Le 5e karmapa partit ensuite en pèlerinage sur les montagnes sacrées de Wutai Shan (province du Shanxi), comme les deux précédents Karmapas.
Le 5e karmapa aurait réussi à préserver le Tibet d'une guerre sanglante en dissuadant l'empereur de Chine d'y imposer un seul système religieux et en montrant l’importance de conserver le pluralisme religieux, adaptée aux différentes mentalités. L'empereur Yongle eu la vision d'une coiffe noire céleste au-dessus de la tête du 5e karmapa. Il en fit faire une réplique physique, qu’il offrit au 5e karmapa afin qu’il la porte en des occasions spéciales. Depuis, les Karmapas l’utilisent lors des cérémonies dite de la Couronne Vajra.
Le 5e karmapa transmit les enseignements kagyupa à Ratnabhadra qui devint le détenteur suivant de la lignée du Rosaire d'Or.
Il est mort le 1er jour du 8e mois de l'année du mouton de bois femelle (13 septembre 1415) à 31 ans sur la colline rouge, Marpori en tibétain, à Lhassa de la variole.

## La prophétie du5eKarmapa
Le 5e Karmapa écrivit une prophétie décrivant les difficultés qui surviendront à l'époque des 16e et 17e Karmapas :
« Dans la lignée des Karmapas, de la 16e à la 17e réincarnation,

L'enseignement bouddhiste en général et la lignée Karma Kamtsang en particulier,
 hiberneront telles les abeilles.

La lignée de l'empereur de Chine verra venir sa fin

et son pays sera dominé par le plus fort.

Depuis le nord jusqu'à l'est, le Tibet sera envahi,

encerclé, tel le diamant serti...

Qu'importe l'erreur, celui auquel tu t'adresseras s'opposera à toi.

La bonne conduite dégénérera et la mauvaise fleurira...
A la fin de la période du seizième  

Du rosaire des Karmapas 

Et au début de la période du dix-septième 

L'incarnation d'un démon 

Portant le nom de Na-tha 

Apparaîtra dans ce lieu, Sacho. 

Par la puissance de ses aspirations que nul ne peut comprendre, 

Le dharma du Karmapa sera presque détruit.

Alors, celui dont les aspirations sont antérieures et positives,

Une émanation du cœur de Padmasambhava,  

Viendra de l'Ouest. 

Le cou ceint de grains de beauté et l'esprit rapide et furieux,

Avec courroux, il proclamera les paroles du dharma. 

Celui-ci, au teint basané et aux yeux protubérants, 

Vaincra l'incarnation du démon. 

Il protégera le Tibet et le Kham pour un temps, et dès lors

Le bonheur régnera, comme un soleil qu'on voit se lever.

C'est ainsi que je vois l'avenir à l'intérieur de la communauté tibétaine.

Sans cela, malgré la présence d'êtres au karma vertueux,
 
Le dharma disparaîtra progressivement, 

Fruit des aspirations négatives de ce démon. 

Le bonheur aura du mal à naître... »

### Œuvres
- Prophéties, tirées de La biographie du 5° karmapa Dezhin Shegpa : The 5th Karmapa's Prophecies . Sylvia Wong, Les prophéties de karmapa. De l'histoire à la réalité, Rabsel, 2011, 624 p.

### Études
- Lama Kunsang & Marie Aubèle, L'Odyssée des Karmapas, La grande histoire des lamas à la coiffe noire, Ed. Albin Michel (2011).  (ISBN 978-2-226-22150-6)